# 1802 Zhang Heng
1802 Zhang Heng (1964 TW1) là một tiểu hành tinh vành đai chính được phát hiện ngày 9 tháng 10 năm 1964 bởi Đài thiên văn Tử Kim Sơn ở Nanking.